# 堀田正吉
堀田 正吉（ほった まさよし）は、安土桃山時代から江戸時代前期にかけての武将、江戸幕府旗本。
当初、織田信長、そして浅野長政に仕え、文禄元年（1592年）より、小早川隆景、次代の養子小早川秀秋に仕えた。関ヶ原の戦いののち、慶長7年（1602年）に秀秋が没すると、慶長10年（1605年）に江戸幕府に出仕し500石を給される。寛永元年（1624年）、福島正則が没するとその検視役として赴く。寛永6年（1629年）に59歳で没する。身分の低い自分が、子・正盛の出世の足手まといになると考えたことによる自害とされる。
正室のまんは、稲葉正成の継室・春日局の義娘(先妻の子)にあたり、子の正盛は早くより将軍徳川家光に近侍し寵愛を受け、幕府の要職に抜擢、大名となり子孫は繁栄した。

## 系譜
- 父：堀田正秀
- 母：浅野長一の娘
- 正室：まん（稲葉正成の娘）
  - 長男：堀田正盛
  - 次男：脇坂安利
- 生母不明の子女
  - 女子：大草高正室（後佐久間実勝室）
  - 女子：花房職利正室
  - 女子：勝境院（喜多見重勝室）
  - 女子：高井源左衛門室
  - 女子：亀井経矩室
  - 女子：堀直上室
  - 女子：水谷勝俊正室